# Savoia-Marchetti SM.84
Le SIAI Marchetti SM.84 est un avion bombardier-torpilleur italien de la Seconde Guerre mondiale. Il fut conçu pour remplacer le SM.79 Épervier, bien que plus moderne et capable de meilleures performances générales, il ne parvint jamais à l'égaler.

## Conception
L'inventeur de l'avion était Alessandro Marchetti, le créateur de la série des trimoteurs de la SIAI. Comme point de départ, Marchetti conserva les ailes de l'Épervier en les couplant à un fuselage plus moderne, à des plans de sustentations dédoublés et à des moteurs plus puissants. Le SM.84 était un trimoteur à ailes basses avec une structure mixte en bois et tubes d'acier, avec un revêtement en toile, contreplaqué et aluminium. Le train d'atterrissage escamotable disparaissait en partie dans les nacelles des moteurs. Les moteurs entraînaient des hélices tripales en métal à pas variable. Quatre mitrailleuses de 12,7 mm constituaient l'armement défensif. La charge de bombes était d'une tonne en soute et d'au maximum de 2 torpilles et 1 600 kg de bombes en diverses combinaisons à l'extérieur.
Le prototype fit son premier vol le 5 juin 1940. Les premiers essais révélèrent des soucis au décollage et des problèmes de fiabilité des moteurs Piaggio P.XI de 1 000 ch. Malgré tout, une commande de 246 exemplaires fut passée pour l'aviation italienne.